# افسوس که او یک فاحشه است
افسوس که او یک فاحشه است (به انگلیسی: Tis Pity She's a Whore) یک درام تراژدی از جان فورد است که برای اولین بار ح. ۱۶۲۶ یا بین ۱۶۲۹ و ۱۶۳۳ میلادی توسط مردان ملکه هنریتا در تئاتر کاک‌پیت اجرا شد. این درام برای اولین بار در سال ۱۶۳۳ در قالب رحلی توسط نیکلاس اوکس برای کتاب‌فروشی ریچارد کالینز منتشر شد. فورد این اثر را به جان مردونت، ارل اول پیتربورو و بارون تروی اختصاص داده‌است.
این قطعه برجسته‌ترین اثر فورد محسوب می‌شود و در قالب یک درام خانوادگی داستان آن دربارهٔ رابطهٔ جنسی بین یک برادر و خواهر است. این قطعه که در زمان خودش تکان‌دهنده محسوب می‌شد، همچنان به‌طور گسترده‌ای به عنوان یک قطعهٔ کلاسیک از درام انگلیسی در نظر گرفته می‌شود و الهام‌بخش آثار متعددی بوده‌است.

## عنوان
عنوان این تراژدی اغلب در تولیدات جدیدتر تغییر یافت؛ گاهی اوقات به سادگی با عنوان «جیووانی و آنابلا» و قبلاً در قرن نوزدهم به صورت مؤدب‌تر با عنوان «برادر و خواهر» شناخته می‌شد.
عنوان «Tis Pity She's a Whore» (افسوس که او یک فاحشه است) عبارتی تحریک‌آمیز است که به آنابلا، شخصیت اصلی نمایشنامه، اشاره دارد، که درگیر رابطه‌ای جنجالی با برادرش جیووانی می‌شود. این عنوان بیان دارد که آنابلا به دلیل اعمال خود به یک «Whore» (فاحشه) تبدیل شده‌است، اما عبارت «Tis Pity» (افسوس) نشان می‌دهد این امر مایه تاسف است، زیرا وضعیت تا حدودی خارج از کنترل او است یا اینکه او قربانی احساسات خود شده‌است.
این عنوان اغلب به عنوان تفسیری در مورد قدرت مخرب میل و عواقب غم‌انگیزی که می‌تواند از شهوت کنترل‌نشده ناشی شود تفسیر می‌شود. همچنین نشان می‌دهد که نمایشنامه قصد دارد احساسات اخلاقی مخاطب خود را شوکه کند و به چالش بکشد، زیرا زنا با محارم موضوعی تابو در جامعه است.

## خلاصه داستان

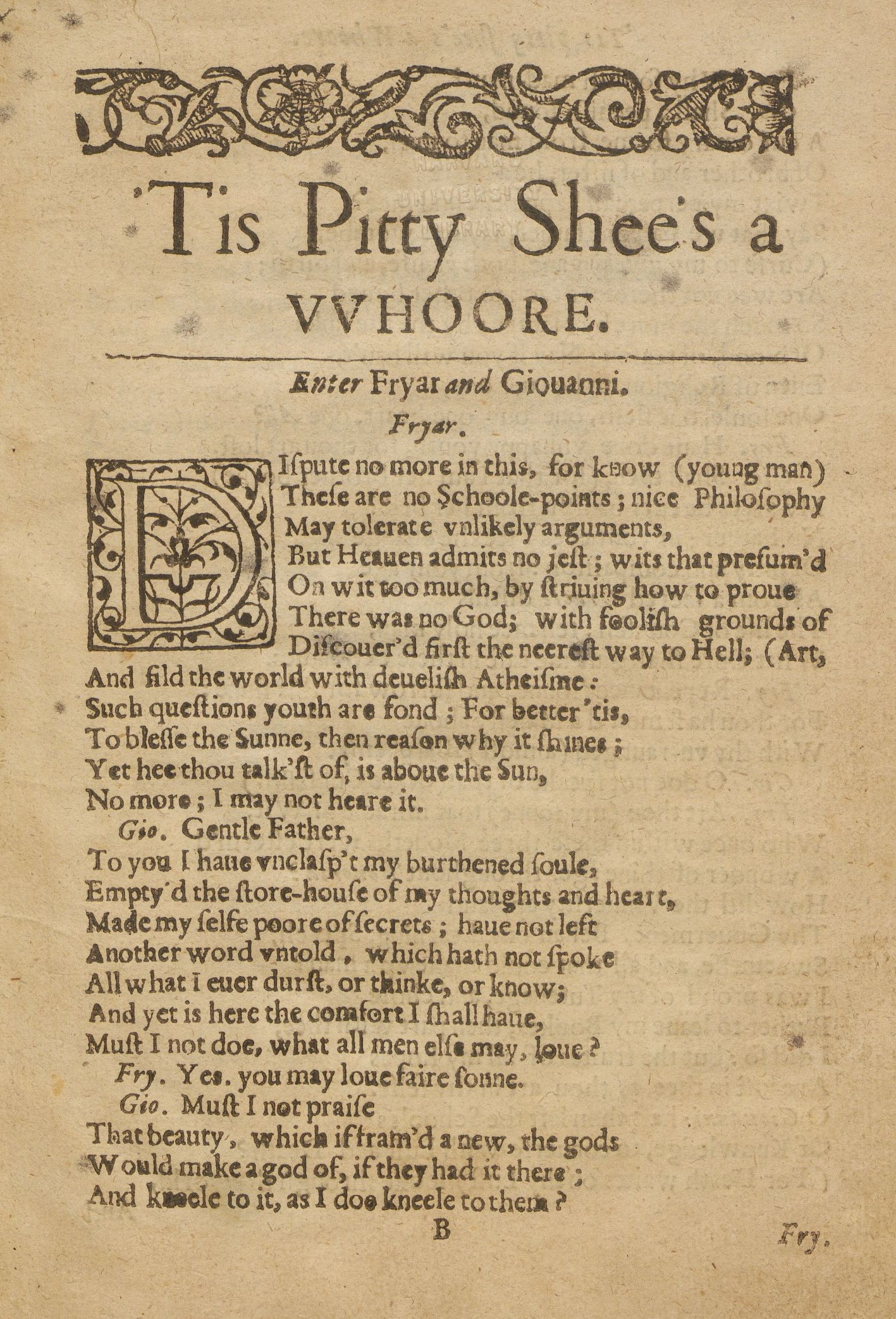
صفحه‌ای از یک نسخهٔ چاپی از ۱۶۳۳

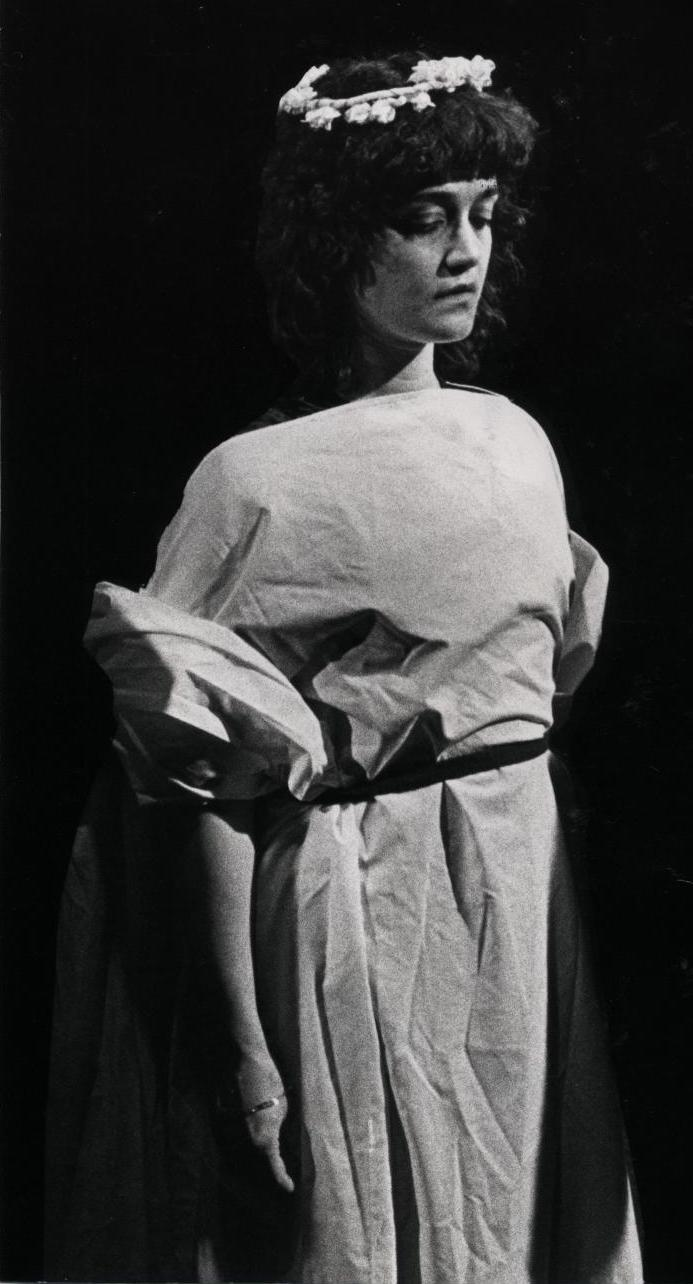
آنجلیک روکاس در نقش آنابلا در تئاتر جدید به کارگردانی دکلن دانلان، لندن ۱۹۸۰

جیووانی، که به تازگی از دانشگاهی در بولونیا به شهر پارما بازگشته، شور و شوق نامناسبی برای رابطهٔ جنسی با خواهرش آنابلا در پیش گرفته و درام با بحث در مورد این مشکل اخلاقی بین جیووانی و پدر روحانی بوناونتورا آغاز می‌شود. کشیش بوناونتورا تلاش می‌کند تا جیووانی را با وجود استدلال پرشورش، متقاعد سازد که این کار بد است؛ وی در نهایت او را متقاعد می‌کند که حداقل سعی کند احساسات خود را از طریق توبه رهایی ببخشد.
آنابلا در همین حال توسط تعدادی از خواستگاران از جمله برگتو، گریمالدی، و سورانزو احاطه شده، اما به هیچ‌کدام‌شان علاقه‌ای ندارد. جیووانی در نهایت به او می‌گوید که چگونه احساس می‌کند (بدیهی است که در تلاش‌هایش برای توبه شکست خورده) و در نهایت با هم راضی می‌شوند. آنابلا که مدرس خصوصی پوتانا است، این موضوع با را پوتانا مطرح کرده و او این رابطه را تشویق می‌کند. خواهر و برادر رابطه جنسی خود را به کمال می‌رسانند.
هیپولیتا که عاشق گذشتهٔ سورانزو است به‌طور شفاهی به او حمله می‌کند و از او خشمگین است چرا که شوهر او ریچاردتو بنابر درخواست سورانزو در سفری خطرناک فرستاده شده و نقشه اصلی این بود که ممکن است این سفر منجر به مرگ او شود، تا آن دو بتوانند با هم باشند، اما سورانزو به این عهد دیگر وفادار نیست. سورانزو او را ترک می‌کند و خدمتکارش واسکوئس وعده برای کمک به هیپولیتا برای گرفتن انتقام از سورانزو را می‌دهد و آن دو به این نتیجه می‌رسند که سورانزو را به قتل رسانده و با هم ازدواج کنند.
با این حال، ریچاردتو نمرده، بلکه در لباس مبدل با خواهرزاده‌اش فیلوتیس به صورت مخفی در پارما حضور دارد. ریچاردتو نیز قصد انتقام‌گیری از سورانزو را دارد و گریمالدی را متقاعد می‌کند که برای بُردن آنابلا، باید با چاقوی مسموم به سورانزو خنجر بزند. متأسفانه، برگتو و فیلوتیس که اکنون نامزد شده‌اند، قصد دارند مخفیانه در مکانی که ریچاردتو به گریمالدی دستور می‌دهد تا منتظر بماند، ازدواج کنند. گریمالدی به اشتباه برگتو را با چاقوی مسموم می‌زند و می‌کشد و فیلوتیس، پوجیو (خدمتکار برگتو) و دونادو (عموی برجتو) آشفته می‌شوند.
آنابلا تصمیم می‌گیرد با سورانزو ازدواج کند، زیرا می‌داند که باید با فردی غیر از برادرش ازدواج کند. او متعاقباً بیمار می‌شود و مشخص می‌شود که باردار است. سپس کشیش بوناونتورا او را متقاعد می‌کند تا قبل از اینکه حاملگی‌اش آشکار شود با سورانزو ازدواج کند.
در همین حال، دونادو و فلوریو (پدر آنابلا و جیووانی) به خانه کاردینال، جایی که گریمالدی در آن مخفی شده‌است، می‌روند تا برای عدالت گدایی کنند. کاردینال به دلیل موقعیت بالای گریمالدی امتناع می‌کند و در عوض او را به رم می‌فرستد. فلوریو به دونادو می‌گوید که منتظر باشید تا خدا عدالت را به آنها برساند.
آنابلا و سورانزو به زودی با هم ازدواج می‌کنند و مراسم آنها شامل رقصندگانی با ماسک بود؛ یکی از رقصندگان صورت خود را نشان می‌دهد و مشخص می‌شود که هیپولیتا است. او ادعا می‌کند که حاضر است با سورانزو یک لیوان شراب به سلامتی‌اش بنوشد؛ آن دو لیوان‌هایشان را بالا برده و می‌نوشند. در همین زمان هیپولیتا به او توضیح می‌دهد که در لیوان شرابش زهر انداخته و می‌خواهد او را مسموم کند. واسکوئس که پیشتر این نقشه را با هیپولیتا طرح کرده بود، جلو می‌آید و فاش می‌کند که او همیشه به ارباب خود (سورانزو) وفادار بوده و در واقع سم در لیوان هیپولیتا است. هیپولیتا با شنیدن این خبر شروع به ناسزاگویی می‌کند و با آخرین نفس‌هایش تمام افراد حاضر از جمله تازه ازدواج‌کرده‌ها را نفرین کرده و می‌میرد. ریچاردتو با دیدن آثار خشم و انتقام، نقشه‌های خود را رها می‌کند و فیلوتیس را برای نجات روحش به صومعه می‌فرستد.
وقتی سورانزو متوجه بارداری آنابلا می‌شود، بحث بین آن دو شروع می‌شود تا اینکه آنابلا متوجه می‌شود که سورانزو واقعاً او را دوست دارد و خود را در معرض احساس گناه می‌بیند. او توسط شوهرش در اتاقش محبوس می‌شود، که با واسکوئس در حال نقشه کشیدن است که چطور از همسر خیانتکار و معشوق ناشناسش انتقام بگیرد. در هنگام خروج سورانزو، پوتانا روی صحنه می‌آید و واسکوئس وانمود می‌کند که می‌خواهد با او دوست شود تا نام پدر فرزند آنابلا را به دست آورد. هنگامی که پوتانا فاش می‌کند که جیووانی پدر آن فرزند است، واسکوئس جمعی از ارازل اوباش را سراغ پوتانا می‌فرستند که او را بسته و چشمانش را به عنوان مجازاتِ اعمال وحشتناکی که او با میل نظارت و تشویق کرده، از حدقه بیرون می‌آورند.
آنابلا در اتاقش نامه‌ای را با خون خودش برای برادرش جیووانی می‌نویسد و به او هشدار می‌دهد که سورانزو حقیقت را می‌داند و به زودی به دنبال انتقام خواهد بود. کشیش نامه را تحویل می‌دهد، اما جیووانی آنقدر مغرور است که باور نمی‌کند که صدمه‌ای به او وارد شود و توصیه‌های خواهرش را دربارهٔ رد دعوت به جشن تولد سورانزو نادیده می‌گیرد. متعاقباً کشیش از پارما فرار می‌کند تا از دخالت‌های بیشتر در سقوط جیووانی جلوگیری کند.
در روز جشن، جیووانی به ملاقات خواهرش آنابلا در اتاقش رفته و پس از صحبت با او، در حین بوسه به شکمش چاقو زده و او و نوزاد متولد نشده‌اش را می‌کشد. وی سپس وارد جشنی می‌شود که در آن تمام شخصیت‌های باقی مانده حضور دارند و خنجری که قلب خواهرش روی آن سیخ شده‌است را به دست گرفته و ماجرای رابطهٔ جنسی با خواهرش و حاملگی او را به همه فاش می‌کند. فلوریو (پدر جیووانی و آنابلا) بلافاصله از شوک می‌میرد. سورانزو به صورت لفظی به جیووانی حمله می‌کند، اما جیووانی او را با چاقو می‌زند و می‌کشد. واسکوئس مداخله می‌کند و قبل از اینکه به راهزنان دستور دهد کار را تمام کنند، جیووانی را زخمی می‌کند.
| «                            | To talk at large of all, but never yet Incest and Murder have so strangely met. Of one so young, so rich in Nature’s store, Who could not say, ’Tis pity she’s a Whore? | » |
| —گزیده‌ای از قسمت پایانی درام | |   |

پس از قتل‌عام، کاردینال دستور می‌دهد که پوتانا برای اعمالش در آتش زنده سوزانده شود و واسکوئس را تبعید می‌کند و تمام ثروت و اموال متعلق به مردگان را کلیسا تصاحب می‌کند. ریچاردتو سرانجام هویت واقعی خود را برای دونادو فاش می‌کند و نمایشنامه با جمله‌ای از کاردینال در مورد آنابلا به پایان می‌رسد: «چه کسی گفته نمی‌تواند که، افسوس که او یک فاحشه است؟»

## شخصیت‌ها
- آنابلا[ب] – دختر فلوریو و خواهر جیووانی
- جیووانی[پ] - پسر فلوریو (نام او با چهار هجا تلفظ می‌شود)

- مردان
  - پدر روحانی بوناونتورا[ت] – یک راهب و منتور جیووانی
  - یک کاردینال[ص] - نونسیو پاپ
  - سورانزو[چ] – یک نجیب‌زاده (خواستگار و شوهر نهایی آنابلا)
  - فلوریو[ژ] - شهروند پارما و پدر آنابلا و جیووانی
  - دونادو[ز] - شهروند پارما و عموی برگتو
  - گریمالدی[ج] - یک جنتلمن رومی (خواستگار آنابلا)
  - برگتو[ث] – برادرزاده دونادو (خواستگار آنابلا و سپس نامزد/ خواستگار فیلوتیس)
  - ریچاردتو[د] – شوهر هیپولیتا، با لباس مبدل به عنوان یک پزشک، همچنین عموی فیلوتیس
  - واسکوئس[ذ] – خدمتکار وفادار به سورانزو
  - پوجیو[ر] – خدمتکار برگتو
  - بندیت (راهزنان، ارازل اوباش)[ش] - قانون‌شکنان، یک گروه جنایتکار
  - افسران
- زنان
  - هیپولیتا[خ] – همسر ریچاردتو (معشوقهٔ سابق سورانزو)
  - فیلوتیس[س] – خواهرزاده ریچاردتو (نامزد برگتو می‌شود)
  - پوتانا[ح] – شاگرد آنابلا. نام او از کلمه ایتالیایی «فاحشه» گرفته شده‌است.

## بازخورد
افسوس که او یک فاحشه است موضوع زنا با محارم را به صورت آزاد مطرح می‌کند؛ این امر این اثر را به یکی از بحث برانگیزترین کارهای ادبیات انگلیسی تبدیل کرده‌است. این درام به‌طور کامل از مجموعهٔ نمایشنامه‌های ۱۸۳۱ فورد حذف شد؛ عنوان آن نیز در طول تاریخ اغلب به عنوانی دارای حُسن تعبیر بهتر تغییر داده شده؛ برای مثال «جیووانی و آنابلا»، «برادر و خواهر» و گاهی حتی فقط «افسوس». در واقع تا قرن بیستم منتقدان معمولاً در محکومیت این نمایشنامه سختگیر بودند و موضوع درام و ناتوانی فورد در محکوم کردن شخصیت اصلی درام، آن‌ها را آزار می‌داد. منتقد مارک استاویگ نوشت: «فورد به جای تأکید بر روی شرارت شخصیت جیووانی، او را به عنوان یک مرد با استعداد و با فضیلت و نجیب توصیف کرده که مغلوب یک اشتیاق پر سر و صدا و اجتناب‌ناپذیر شده که باعث نابودی او می‌شود».
ادولفوس ویلیام وارد نوشت: «افسوس که او یک فاحشه است به درستی به عنوان یک تراژدی قدرتمند و فوق‌العاده شناخته شده‌است».
با این حال، دانشمندان و منتقدان از اواسط قرن بیستم به‌طور کلی قدردانی بیشتری از پیچیدگی و ابهامات این اثر نشان داده‌اند، اگرچه موضوع اصلی درام هنوز هم به صورت «نگران‌کننده» توصیف می‌شود. مایکل بیلینگتون در یک بررسی برای تولید ۲۰۱۴ گاردین نوشت: «از آنجا که فورد از چشم‌پوشی یا محکوم‌کردن زنای با محارم در این اثر امتناع می‌کند: او به سادگی این موضوع را به عنوان یک نیروی توقف‌ناپذیر معرفی می‌کند.»
منتقدان شباهت‌هایی بین افسوس که یک او فاحشه است و رومئو و ژولیت از شکسپیر یافته‌اند: هر دو نمایشنامه عاشقان جوان، عشق ممنوعه و پایانی غم‌انگیز را در میان دیگر عناصر نشان می‌دهند — گرچه «عاشقان محارم فورد یک پیچ و تاب اضافی را به نمایش می‌گذارند»؛ در حالی که برخی از محققان خشونت در نمایشنامه‌های فورد را بیش از حد مورد انتقاد قرار می‌دهند، برخی دیگر او را به خاطر به تصویر کشیدن واقع‌گرایانهٔ حقایق روان‌شناختی عمیق—گرچه ناراحت‌کننده—تحسین می‌کنند.

## آثار الهام‌گرفته‌شده
این درام در اوایل دورهٔ بازگردانی پادشاهی انگلستان احیا شد؛ ساموئل پپیس در ۱۶۶۱ در سالن دادگاه سالیسبوری نمایشی از آن را مشاهده کرد. در سال ۱۸۹۴ این نمایشنامه توسط موریس مترلینک به زبان فرانسوی ترجمه شد و تحت عنوان آنابلا در «Théâtre de l'Œuvre» نمایش داده شد. آثار متعددی تاکنون از این درام در قالب‌های موسیقی، فیلم، تلویزیون و تئاتر ساخته شده‌اند. برخی از آنها در اینجا ذکر شده‌اند.

### فیلم
| عنوان                    | عنوان                         | تاریخ انتشار | کارگردان                | یادداشت                 | منبع          |
| فارسی                    | زبان اصلی                     | تاریخ انتشار | کارگردان                | یادداشت                 | منبع          |
| ------------------------ | ----------------------------- | ------------ | ----------------------- | ----------------------- | ------------- |
| خواهرم، عشقم             | Syskonbädd 1782               | ۱۹۶۶         | ویلگوت خومان            | فیلم سوئدی              | [ ۱۵ ]        |
| خداحافظ برادر بی‌رحم      | Addio fratello crudele        | ۱۹۷۱         | جوزپه پاترونی گریفی     | فیلم ایتالیایی          | [ ۱۶ ] [ ۱۷ ] |
| افسوس که او یک فاحشه است | Toch zonde dat 't een hoer is | ۱۹۷۸         | دره پوپ ژاک وان دی ولده | فیلم هلندی              | [ ۱۸ ]        |
| افسوس که او یک فاحشه است | Tis Pity She's a Whore        | ۱۹۸۰         | رولند جافه              | تله‌فیلم از بی‌بی‌سی دو    | [ ۱۸ ]        |
| افسوس که او یک فاحشه است | Tis Pity She's a Whore        | ۲۰۱۸         | پائولین هریس            | نمایش صوتی از بی‌بی‌سی سه | [ ۱۸ ]        |

### موسیقی
| عنوان                      | تاریخ انتشار | یادداشت                                                                        |
| -------------------------- | ------------ | ------------------------------------------------------------------------------ |
| «افسوس که او یک فاحشه بود» | ۲۰۱۴         | ترانهٔ دوم از ستاره سیاه آخرین آلبوم دیوید بویی.                                |
| «سو (یا در فصلی از جنایت)» | ۲۰۱۴         | ترانهٔ چهارم از ستاره سیاه از دیوید بویی که تا حدی به وقایع نمایشنامه می‌پردازد. |

## یادداشت
1. ↑  «Queen Henrietta's Men» یک شرکت یا گروه بازیگران مهم در دوران کارولین در لندن بود. در اوج محبوبیت، مردان ملکه هنریتا، پس از مردان پادشاه، دومین گروه برجسته آن زمان بودند.[۱]
2. 1 2 3  «Annabella» دختر فلوریو و خواهر جیووانی
3. 1 2  «Giovanni» پسر فلوریو
4. 1 2  «Friar Bonaventura» کشیش بوناونتورا. یک راهب و منتور جیووانی
5. 1 2  «Bergetto» برادرزاده دونادو (خواستگار آنابلا و سپس نامزد/ خواستگار فیلوتیس)
6. 1 2  «Grimaldi» یک جنتلمن رومی (خواستگار آنابلا)
7. 1 2  «Soranzo» یک نجیب‌زاده (خواستگار و شوهر نهایی آنابلا)
8. 1 2 3  «Putana» عیناً در لغت به معنی «فاحشه» است. همچنین تعریف Puttana را در ویکی‌واژه ببینید.
9. 1 2  «Hippolita» همسر ریچاردتو (معشوقهٔ سابق سورانزو)
10. 1 2  «Richardetto» شوهر هیپولیتا، با لباس مبدل به عنوان یک پزشک، همچنین عموی فیلوتیس
11. 1 2  «Vasques» خدمتکار وفادار به سورانزو
12. 1 2  «Poggio» خدمتکار برگتو
13. 1 2  Donado شهروند پارما و عموی برگتو
14. 1 2  «Florio» شهروند پارما و پدر آنابلا و جیووانی
15. 1 2  «Philotis» خواهرزاده ریچاردتو (نامزد برگتو می‌شود)
16. 1 2  «Banditti (Bandit)» قانون‌شکنان، یک گروه جنایتکار
17. ↑  Cardinal